# Françoisit-(Ce)
Françoisit-(Ce) ist ein sehr selten vorkommendes Mineral aus der Mineralklasse der „Phosphate, Arsenate und Vanadate“. Es kristallisiert im monoklinen Kristallsystem mit der Zusammensetzung (Ce0,6Nd0,3Ca0,1)[(UO2)3|(O)(OH)|(PO4)2]·6H2O, ist also chemisch gesehen ein cerhaltiges Uranyl-Phosphat.
Françoisit-(Ce) entwickelt nur sehr kleine, 0,1 mm lange, nadelige zitronengelbe Kristalle und ist bisher von lediglich zwei Fundorten bekannt.

## Besondere Eigenschaften
Das Mineral ist durch seinen Urangehalt von bis zu 56,1 Gew.-% sehr stark radioaktiv. Unter Berücksichtigung der natürlichen Zerfallsreihen wird für Françoisit-(Ce) eine spezifische Aktivität von etwa 100,1 kBq/g angegeben (zum Vergleich: natürliches Kalium 0,0312 kBq/g).

## Etymologie und Geschichte
Benannt wurde das Mineral nach seinem Neodym-Analogon Françoisit-(Nd), welches 1988 entdeckt wurde. Dieses erhielt seinen Namen zu Ehren des belgischen Geologen Armand François (* 1922), der als Chefgeologe der nationalen kongolesischen Bergbaugesellschaft Gécamine tätig war.

## Klassifikation
In der veralteten 8. Auflage der Mineralsystematik nach Strunz war der Françoisit-(Ce) noch nicht aufgeführt.
In der zuletzt 2018 überarbeiteten Lapis-Systematik nach Stefan Weiß, die formal auf der alten Systematik von Karl Hugo Strunz in der 8. Auflage basiert, erhielt das Mineral die System- und Mineralnummer VII/E.07-065. Dies entspricht der Klasse der „Phosphate, Arsenate und Vanadate“ und dort der Abteilung „Uranyl-Phosphate/Arsenate und Uranyl-Vanadate mit [UO2]2+–[PO4]/[AsO4]3− und [UO2]2+–[V2O8]6−, mit isotypen Vanadaten (Sincositreihe)“, wo Françoisit-(Ce) zusammen mit Althupit, Arsenovanmeersscheit, Arsenuranylit, Bergenit, Dewindtit, Dumontit, Françoisit-(Nd), Hügelit, Kamitugait, Kivuit, Metavanmeersscheit, Mundit, Nielsbohrit, Phosphuranylit, Phuralumit, Phurcalit, Renardit, Vanmeersscheit und Yingjiangit eine unbenannte Gruppe mit der Systemnummer VII/E.07 bildet.
Die von der International Mineralogical Association (IMA) zuletzt 2009 aktualisierte 9. Auflage der Strunz’schen Mineralsystematik ordnet den Françoisit-(Ce) in die Klasse der „Phosphate, Arsenate und Vanadate“ und dort in die Abteilung „Uranylphosphate und Arsenate“ ein. Hier ist das Mineral in der Unterabteilung „UO2 : RO4 = 3 : 2“ zu finden, wo es zusammen mit Françoisit-(Nd), Phuralumit und Upalit die „Upalit-Phuralumit-Gruppe“ mit der Systemnummer 8.EC.05 bildet.
In der vorwiegend im englischen Sprachraum gebräuchlichen Systematik der Minerale nach Dana hat Françoisit-(Ce) die System- und Mineralnummer 42.04.14.02. Das entspricht der Klasse der „Phosphate, Arsenate und Vanadate“ und dort der Abteilung „Wasserhaltige Phosphate etc., mit Hydroxyl oder Halogen“. Hier findet er sich innerhalb der Unterabteilung „Wasserhaltige Phosphate etc., mit Hydroxyl oder Halogen mit (AB)5(XO4)2Zq × x(H2O)“ in der „Françoisitgruppe“, in der auch Françoisit-(Nd) eingeordnet ist.

## Bildung und Fundorte
Françoisit-(Ce) wird in verwitterten hydrothermalen Brekzien gefunden, in denen es seeigelartige leuchtend gelbe Aggregate bildet. Es ist häufig vergesellschaftet mit Nováčekit/Metanováčekit, Jarosit und seltener mit Metatorbernit, Metazeunerit, Arsenuranospathit, Uranospathit und Hyalit. Das primäre gesteinsbildende Mineral ist häufig Monazit-(Ce). Françoisit-(Ce) aus Arkaroola bildet sich aufgrund des Vorhandenseins von regionalen Hydrothermalsystemen die reich an Hämatit, Kupfer, Uran, Niob und den Seltenerdelementen sind. Das Mineral kristallisiert schließlich in Hohlräumen, die nach dem Auflösen von Uranerz-Mineralien entstanden. Die direkten Begleitminerale sind Baryt, Metatorbernit und Tonminerale der Kaolinit-Gruppe.
Das Mineral ist bisher nur von seinen beiden Typlokalitäten bekannt. Der erste Fundort ist dabei die Uranmine La Creusaz bei Les Marécottes im Vallée du Trient im Kanton Wallis in der Schweiz, die zweite Fundstelle ist die Mine No. 2, Radium Ridge bei Arkaroola in Australien.
Aus Bangobé in Gabun ist ein cerreicher Françoisit-(Nd) bekannt, der fast gleiche Anteile an Ce und Nd enthält.

## Kristallstruktur
Françoisit-(Ce) kristallisiert monoklin in der Raumgruppe P21/b (Raumgruppen-Nr. 14, Stellung 4) mit den Gitterparametern a = 9,295 Å; b = 15,53 Å und c = 13,71 Å sowie vier Formeleinheiten pro Elementarzelle.